# Гласер, Франё
Франё Гласер (хорв. Franjo Glaser; 7 января 1913, Осиек, Австро-Венгрия — 1 марта 2003, Загреб, Хорватия) — хорватский и югославский футболист, игравший на позиции вратаря, и футбольный тренер.

## Клубная карьера
Франё Гласер родился в Осиеке. Свою карьеру футболиста он начинал в сараевском «Хайдуке», дебютировав за него в возрасте 15 лет. Гласер защищал ворота команды в матчах Кубка Югославии 1930 года. В том же году он перебрался в «Славию» из Осиека, за которую выступал до 1933 года, когда стал футболистом белградского БСК. В новой для себя команде Гласер сразу же стал основным вратарем, и в том же году стал игроком национальной сборной. Он защищал ворота БСК с 1933 по 1937 год, дважды выигрывая чемпионат Югославии (в 1935 и 1936 годах) и проведя за него 269 матчей.
Летом 1936 года Гласер был признан виновным белградским судом в гибели мальчика, утонувшего на реке Сава. Этот инцидент сильно повлиял на его карьеру и стал решающим фактором для его перехода в загребский «Граджянски». Там он обрёл славу и вновь стал основным вратарём сборной Югославии. С «Граджянски» Гласер выиграл ещё один чемпионат Югославии в 1940 году, а также чемпионат Хорватии в 1943 году. В общей сложности за загребскую команду он провёл 623 игры.
После окончания Второй мировой войны Гласер стал футболистом новообразованного белградского «Партизана», с которым в 1947 году он выиграл ещё один титул чемпиона Югославии. После окончания этого сезона он стал одновременно тренером и вратарём сплитского «Морнара», где оставался до 1949 года.
С 1933 по 1949 год Гласер провёл 1225 матчей. Высокий, сильный, эластичный, с отличной реакцией и смелыми выходами, он считается одним из лучших югославских игроков своего периода. Гласер также показал впечатляющий результат: из 94 пенальти, пробивавшихся в его ворота, 73 остались нереализованными.

## Карьера в сборной
В период своих выступлений за БСК и «Граджянски» Гласер регулярно играл за сборную Югославии, проведя за неё 35 матчей. Его дебют состоялся 3 апреля 1933 года в товарищеском матче против Испании (1:1).
Гласер также защищал ворота сборной Хорватии в 11 матчах: в четырёх играх команды, представлявшей Хорватскую бановину, и в семи — Независимое государство Хорватия.

## Тренерская карьера
В 1945 году Франё Гласер стал первым главным тренером новообразованного белградского «Партизана», совмещая должность с игрой в воротах команды. Но к тому времени чемпионат Югославии ещё не был возобновлён, а Гласера на посту в конце года сменил венгр Ильеш Шпиц. Гласер же оставался в Белграде до 1947 года, когда перебрался в сплитский «Морнар», где также выполнял роль играющего тренера. Впоследствии он возглавлял различные югославские клубы, а также австрийский «Кернтен».
Последние годы своей жизни Гласер провёл в Загребе. Он был похоронен на кладбище Мирогой.

## Достижения
БСК Белград
- Чемпион Югославии (2): 1934/35, 1935/36
- Обладатель Кубка Югославии (1): 1934

  Граджянски
- Чемпион Югославии (1): 1939/40
- Чемпион Хорватской бановины (1): 1940
- Чемпион Хорватии (2): 1941, 1943

 Партизан
- Чемпион Югославии (1): 1946/47
- Обладатель Кубка Югославии (1): 1947